# Диткин, Виталий Арсеньевич
Виталий Арсеньевич Диткин (2 мая 1910, Богородск, Московская губерния, Российская Империя — 16 октября 1987, Москва) — советский математик, специалист в области функционального анализа и вычислительной математики. Многолетний заместитель директора Вычислительного центра АН СССР. Лауреат Государственной премии СССР в области науки (1978).

## Биография
В. А. Диткин родился 2 мая 1910 года в Подмосковье.
Отец был инженером, мать учительницей начальных классов; с 1922 года семья жила в Москве.
В 1928 году В. А. Диткин окончил девятиклассную школу, в 1930 году поступил в Государственный электромашиностроительный институт, а в 1932 году перевёлся на второй курс механико-математического факультета МГУ
(математическое отделение).
В 1935 году поступил в аспирантуру НИИ математики МГУ к А. И. Плеснеру;
в 1938 году успешно окончил аспирантуру и защитил кандидатскую диссертацию «Исследование строения идеалов в некоторых нормированных кольцах».
С осени того же года преподавал математику в Артиллерийской академии им. Ф. Э. Дзержинского.
Из-за плохого зрения не был призван в армию и работал в Москве, на военном заводе и в Мосэнерго.
В июне 1943 года В. А. Диткин поступил старшим научным сотрудником в отдел приближённых вычислений Математического института им. В. А. Стеклова АН СССР (МИАН). Руководил отделом Л. А. Люстерник.
Вся дальнейшая деятельность В. А. Диткина проходила в институтах Академии наук.
В 1948 году отдел Л. А. Люстерника был переведён из МИАНа в новосозданный Институт точной механики и вычислительной техники АН СССР (ИТМиВТ).
В 1949 году В. А. Диткин защитил на Учёном совете МИАНа докторскую диссертацию «Дифференциальный оператор и связанные с ним функциональные преобразования».
Официальными оппонентами по диссертации были И. М. Гельфанд, А. А. Дородницын и Л. А. Люстерник.
С 1950 по 1955 год В. А. Диткин был заведующим лабораторией и заместителем директора ИТМиВТ по научной работе.
В 1952 году ему было присвоено учёное звание профессора по специальности Вычислительная математика.
В 1955 году он стал заместителем директора по научной части и заведующим лабораторией таблиц и номограмм опять-таки новосозданного Вычислительного центра АН СССР.
Сотрудником ВЦ АН СССР он оставался до последних дней.
Был членом редколлегии Журнала вычислительной математики и математической физики со дня его основания.
Преподавал в МФТИ, Военно-инженерной академии и других московских вузах.
В 1970 году В. А. Диткину было присвоено почётное звание «Заслуженный деятель науки РСФСР».
В 1978 году присуждена Государственная премия СССР в области науки за цикл работ по операторному исчислению (1973—1976) (совместно с А. П. Прудниковым и В. П. Масловым).
Был награждён орденом «Знак почёта» и медалями.

## Труды
книги
- Диткин В. А., Прудников А. П. Операционное исчисление по двум переменным и его приложения. — М.: Физматгиз, 1958.
- Диткин В. А., Прудников А. П. Операционное исчисление. — М.: Высшая школа, 1975.

статьи
- Диткин В. А. Исследование строения идеалов в некоторых нормированных кольцах // Учёные записки МГУ. — 1939. — № 30. — С. 83—130.
- Диткин В. А. Операционное исчисление // Успехи математических наук. — Российская академия наук, 1947. — Т. 2, № 6. — С. 72—158.
- Диткин В. А. К теории дифференциального оператора // Доклады Академии наук. — 1947. — Т. 56, № 4. — С. 779—782.
- Акушский И. Я., Диткин В. А. О численном решении уравнения циркуляции колеблющегося крыла // Тр. Матем. ин-та им. В. А. Стеклова,. — 1947. — Т. 20, № 9. — С. 7–38.
- Диткин В. А. Операционное исчисление // Большая советская энциклопедия. — 1955. — Т. 31. — С. 60—62.